# Stephan von Bothmer
Carsten-Stephan Graf von Bothmer (* 5. Juni 1971 in Rotenburg (Wümme)) ist ein deutscher Komponist und Pianist aus der Familie von Bothmer. Er ist insbesondere als Stummfilmpianist und Gründer der Veranstaltungsreihe „StummfilmKonzerte“ im Berliner Kino Babylon bekannt geworden.

## Leben
Der in Niedersachsen aufgewachsene Pianist Bothmer absolvierte von 1994 bis 2001 ein Musikstudium an der Universität der Künste in Berlin (UDK) und ein Studium der Mathematik an der TU Berlin und der Universität Freiburg.
Er hat sowohl Werke der sogenannten Ernsten Musik komponiert, als auch Rockmusik und eine Rockoper, dazu Musik zu zwei kurzen Ballettstücken und Musik zu Kurzfilmen. Seit Abschluss seines Studiums widmet er sich besonders der Vertonung von Stummfilmen. Motive und Themen aus der klassischen und der neuen Musik, aus Jazz und Pop verknüpfte er mit historischen Quellen der Stummfilmmusik. Seit 2006 zeigt er im Kino Babylon in Berlin-Mitte Stummfilme, die er am Klavier, der Kinoorgel, dem CineTronium (einer von ihm entwickelten elektronischen Abwandlung der Kinoorgel) oder mit einem Filmmusik-Ensemble begleitet.
Er hat regelmäßige Gastauftritte, primär bei Filmfestivals, unter anderem beim Kurzfilmfestival Going Underground, bei der Berlinale in Berlin, oder beim Filmfest Mainz. Ebenfalls trat er als Solist im Staatstheater Braunschweig und in der Komischen Oper Berlin auf. Im März 2007 interpretierte er in seinem 30-stündigen Stummfilm-Marathon alle 21 erhaltenen Lubitsch-Stummfilme an zwei Tagen. Die Übertragung des Endspiels der Fußball-Europameisterschaft Deutschland–Spanien begleitete er an der Orgel in der Emmauskirche Berlin, was nationale Aufmerksamkeit erregte. Im Jahr 2006 und 2007 interpretierte er Stummfilme vor insgesamt 18.000 Gästen.
Beim 21. Internationalen Filmfest Braunschweig gab er 2007 zusammen mit einem Ensemble des Staatsorchesters Braunschweig eine Uraufführung seiner eigenen Komposition zu dem Film „Zuflucht“ (1928) von Carl Froelich. Er arbeitet eng mit der Friedrich-Wilhelm-Murnau-Stiftung zusammen. Weiterhin war er Referent beim „Kolloquium im Filmmuseum Berlin – Der Frühe Film“ und beim Internationalen Round Table des Internationalen Filmfests Braunschweig.
Sowohl beim 23., als auch beim 24. Internationalen Filmfest Braunschweig veranstaltete er in den Jahren 2009 und 2010 jeweils einen Workshop „Create Your Own Score!“. Unter seiner Anleitung haben Kinder und Jugendliche Musik zu einem vorgegebenen Kurzfilm erarbeitet und vor Publikum aufgeführt. Im Jahr 2009 war dies eine Szene aus dem Märchen „Der Froschkönig“.
Stephan von Bothmer ist verheiratet, hat zwei Töchter und lebt in Berlin.

## Werke (Auswahl)
- „Madame Dubarry“ – Komposition für Kammerorchester, konzertant aufführbar oder zum gleichnamigen Stummfilm von Ernst Lubitsch (1919). Kompositionsauftrag der Friedrich-Wilhelm-Murnaustiftung und des Filmfests Braunschweig. Einspielung durch das Staatsorchester Braunschweig (2007) und Aufführung 2005 im Staatstheater Braunschweig und 2008 in babylon Berlin. Ausgestrahlt von ARTE im April 2008, wiederholt im Mai 2008.[6] Die Musik ist verlegt bei Ries & Erler.
- „Die Weiße Hölle vom Piz Palü“ – Komposition für Ensemble (Trompete, Posaune, Cello, Synthesizer und Schlagwerk). Konzertant aufführbar oder zum gleichnamigen Stummfilm von Arnold Fanck (D 1929). Uraufführung durch ein Ensemble des Staatsorchester Braunschweig 2002 im Staatstheater Braunschweig. „eine beeindruckend gelungene packende Neukomposition des jungen Berliner Komponisten Carsten-Stephan Graf v. Bothmer“ FilmDienst (31. Dezember 2002, Nr. 1.)[7]
- „Zuflucht“ – Komposition für Ensemble (Flöte, Klarinette/Bassklarinette, Violine, Cello, Klavier). Musik zum gleichnamigen Stummfilm von Arnold Fanck (D 1929). Uraufführung durch ein Ensemble des Staatsorchester Braunschweig im Staatstheater Braunschweig (2007).
- „NOSFERATU“ – Eine Musik für Klavier, Chor und Sopran zum gleichnamigen Stummfilm von F. W. Murnau (1922). Aufgeführt u. a. auf den Residenz-Festspielen Darmstadt (2008). „Eine herrliche Musik – die beste, die ich je zu NOSFERATU gehört habe, nein, hören durfte“ Cinema Musica[8]
- „Vishnu/Vanama“ – Kurzes Ballett nach der indischen Vishnu-Mythologie. Uraufführung in Stuttgart mit Tänzern des Balletts Stuttgart (2007). Ein Kompositionsauftrag des Orpheus Musiktheaters.[9]
- „Tanz der Rehe“ – Kurzes Ballett nach einem aztekischen Märchen. Uraufführung in Stuttgart mit Tänzern des Balletts Stuttgart (2003). Ein Kompositionsauftrag des Orpheus Musiktheaters. Choreographie: Leo Lev.[9]
- „Die Welle“ – Rockoper nach dem gleichnamigen Buch. Komposition und Inszenierung zusammen mit Marco Trochelmann.[10]
- „Vokalsextett“ – Komposition zu Xiaosung Wangs „evaporating performance“ ein Gesamtkunstwerk aus Musik, Bildender Kunst und Kochkunst.[10]

### CD-Veröffentlichungen
- Stephan v. Bothmer spielt (Picaromedia)
- Filmmusik-Miniaturen (Picaromedia)

### Verlegte Noten
- Madame Dubarry (Ries & Erler)